# Ramachandran Ramesh
Ramachandran Ramesh (Madrás, 20 de abril de 1976) es un jugador de ajedrez indio que tiene el título de gran maestro desde 2003. Ramesh está casado con la gran maestra femenina, Aarthie Ramaswamy. En la lista Elo de la Federación Internacional de Ajedrez (FIDE) de enero de 2016, tenía un Elo de 2464 puntos, lo que lo posicionaba como el jugador número 38 (en activo) de la India. Su máximo Elo fue de 2507 puntos, en la lista de abril de 2006 (posición 630 en la clasificación mundial).

## Trayectoria y resultados destacados en competición
En 2002, Ramesh ganó el Campeonato de Gran Bretaña y en 2007 el Campeonato de ajedrez de la Commonwealth. En 2008 fundó el Chess Gurukul, una academia de ajedrez en Chennai para entrenar a jóvenes jugadores. De Chess Gurukul han salido muchos ajedrecistas indios campeones internacionales, entre los que se encuentra Aravind Chithambaram.
Ramesh ganó popularidad por su trabajo como comentarista oficial, junto a la gran maestra, Susan Polgar, del Campeonato del mundo de 2013 que enfrentó a Anand y Carlsen en la India, con victoria para el jugador noruego.